# Euclides da Cunha (Bahia)
Pour les articles homonymes, voir Euclides da Cunha (homonymie).
Euclides da Cunha, anciennement Cumbe, est une commune (município) brésilienne située dans le nord de l’État de la Bahia. 
Sise en bordure du sertão aride (caatinga) de Canudos, cette petite ville se trouve dans une zone plus verdoyante, la faisant apparaître comme une oasis. Si la commune accueille quelques industries (carrières de pierre, meubles), son économie demeure essentiellement agricole (maïs, haricots, manioc, et élevage).

## Histoire
Les premiers habitants de la région furent les Indiens caimbés, de la tribu des Tupiniquims. Des colons originaires des régions circonvoisines, en particulier de Monte Santo et de Tucano, vinrent ensuite l’explorer et s’y établir avec leurs familles, pour se vouer à la culture de la terre et à l’élevage, activités qui constituent encore aujourd’hui les fondements de l’économie de la commune. 
Les pères jésuites, en mission d’évangélisation dans le sertão, construisirent, à l’emplacement de l’actuelle bourgade de Massacará, une chapelle, qui subsiste encore, et un couvent, détruite par les jésuites lorsque ceux-ci furent expulsés du Brésil vers la fin du XVIIIe siècle. Le premier véritable foyer de peuplement fut la fazenda Cumbe do Major, propriété de Antonio Francisco Reis, dit Major Antonino, qui fut le premier à exploiter les terres de la commune.

### Statut administratif
Avec l’arrivée de nouveaux colons, la fazenda Cumbe connut un développement rapide, comme en témoignent les nombreuses constructions érigées en 1881 dans la freguesia de Notre-Dame du Cumbe, pour lors subdivision de Monte Santo. En 1888 fut construite, sous l’égide du père Vicente Sabino dos Santos, une chapelle ressortissant à Massacará et placée sous le vocable de Notre-Dame-de-la-Conception.
La fazenda fut élevée au rang de bourg (vila) en 1898, et son territoire détaché de Monte Santo. En 1911, le bourg devint le siège d’une commune (município). Vingt ans plus tard, en 1931, Vila do Cumbe fut supprimé comme commune distincte et son territoire rattaché à la commune de Monte Santo. Le 19 septembre 1933, le territoire recouvra son autonomie et son statut de município, comprenant désormais deux circonscriptions (distrito) : Cumbe (le bourg-centre) et Canudos. D’autre part, à l’initiative de l’écrivain José Aras, la commune adopta, en hommage à l’auteur d’Os Sertões (titre français Hautes Terres), le nom d’Euclides da Cunha, nouvelle appellation qui ne sera toutefois officialisée qu’en 1938.
En 1953 fut créé et attaché à la commune le district (et ci-devant hameau) de Massacará. Dans le découpage territorial de 1960, la ville avait trois circonscriptions : Euclides da Cunha (le bourg-centre), Canudos et Massacará. En 1985, Canudos fut séparé d’Euclides da Cunha et élevé au rang de commune. La même année furent créés et annexés à la commune les circonscriptions de Caimbé et d’Aribicé, anciens hameaux.
Dans la division territoriale de 1995, de même que dans celle de 2007, la commune avait quatre circonscriptions : Euclides da Cunha (chef-lieu de commune), Aribicé, Caimbé et Massacará.

### Administration
Jusqu’en 1930, année où fut instituée au Brésil la fonction de maire (prefeito), les communes étaient administrées par des intendants (intendentes). Euclides da Cunha, alors le bourg-centre d’une vila (bourg, village) dénommée Cumbe ou Vila do Cumbe, eut ainsi dix intendants. Ce sont : Antonio Francisco Reis (dit Major Antonino) ; le colonel Ascênio Guimarães (trois fois) ; le capitaine Francisco da Silva Dantas ; Joaquim de Carvalho Lima ; Benevides Dias Moreira ; Potâmio Américo de Souza; Luis Ferreira Nascimento (dit Senhor Lua, monsieur Lune) ; José Esteves de Abreu ; Galdino Alves de Souza ; Joaquim de Santana Lima (élu en 1924).
En 1931, à la suite de la suppression de son statut de vila, le territoire fut réintégré dans la commune de Monte Santo. Deux années plus tard, le 19 septembre 1933, Cumbe fut définitivement « émancipé », et tint dès l’année suivante une élection directe, avec suffrage féminin (assuré au Brésil depuis 1932), lors de laquelle Joaquim Santana Lima fut élu comme son premier maire (prefeito). S’efforçant de bien administrer la ville, Joaquim Santana Lima fit édifier la première mairie, petit bâtiment sans étage, qui héberge aujourd’hui la bibliothèque municipale, engagea des enseignants pour l’alphabétisation des enfants et fit installer dans les principales rues des réverbères fonctionnant au gaz. En 1937 cependant, sous le régime de l’Estado Novo (1930  - 1945), institué au Brésil dans le sillage du coup d’État de Getúlio Vargas, Joaquim Santana Lima démissionna.

### Maires après la fin de l’Estado Novo
Avec la fin de l’Estado Novo en 1945, la commune d’Euclides da Cunha retrouva son entier fonctionnement démocratique, ce qui se traduisit par des élections communales en vue de désigner le maire et les membres du conseil municipal.
À la mairie fut élu, par suffrage direct, Antonio Batista de Carvalho, et au conseil municipal l’ancien maire Joaquim Santana Lima, Raimundo Dantas Lima, Álvaro Santos, Joaquim Matias, Teago Ferreira de Carvalho et José Camerino de Abreu.
À partir de 1945, les maires furent les suivants : Antonio Batista de Carvalho (1947 — 1951) ; José Camerindo de Abreu (1951 — 1955) ; Antonio Batista de Carvalho (1955 — 1959) ; José Bezerra Neto (1969 — 1963) ; Antonio Batista de Carvalho (1963 — 1967) ; Joaquim Silva Dantas (1967 — 1971) ; Antenor Dantas de Andrade (1971 — 1973) ; Enock Canário de Araújo (1973 — 1977) ; Juviniano Gomes dos Santos (1977 —  1983) ; José Renato Campos de Abreu (1983 — 1988) ; José Nunes Soares (1989 — 1992) ; José Raimundo Moura da Costa (1993 — 1996) ; Atayde José da Silva  (1997 — 2000) ; José Renato Campos de Abreu (2001 — 2004) ; Rosângela Lemos Maia de Abreu (2005 — 2008) ; Maria de Fátima Nunes Soares, depuis 2009.

## Géographie
Euclides da Cunha se trouve à 472 m d’altitude. Sa superficie est de 2028,421 km². Les communes limitrophes sont : Monte Santo (à l’ouest-nord-ouest), Novo Triunfo (est-nord-est), Quijingue (sud-ouest), Cansanção (ouest-sud-ouest), Cícero Dantas (est-sud-est), Jeremoabo (nord-est), Canudos (nord) et Banzaê (est-sud-est).
Quoique situé dans la zone semi-aride bahianaise, et par conséquent sujet à des périodes de sécheresse souvent prolongées, caractérisées par un soleil dévastateur, occasionnant de grands dommages à la flore et à la faune, la commune d’Euclides da Cunha a le privilège d’être localisée au milieu d’une étendue présentant une végétation dense, connue sous le nom de mata das Preguiças (litt. forêt des Paresseux), véritable oasis, ainsi dénommée pour abriter diverses espèces régionales d’animaux, parmi lesquels de nombreux paresseux, et dont la terre rouge, remarquable par sa fertilité et sa biodiversité, est résistante à la sécheresse et propice à la croissance d’arbres feuillus entrelacés de broméliacées et de lianes exubérantes, contrastant avec les cactus, dont les racines retiennent l’eau pour résister aux périodes de sécheresse. La région comprend également un couvert forestier composé de Myracrodruon urundeuva (en port. aroeira), de cèdres, d’angicos (espèce de Piptadenia), de macambiras (type de bromélia), de cipós, fournissant des bois de qualité, et autres végétaux caractéristiques de la caatinga. En période sèche, cette végétation se dessèche entièrement, prenant un aspect de plante morte, mais ressuscite dès les premières pluies, transformant alors le paysage en une campagne verdoyante, parsemée de fleurs.

## Démographie
Selon l’estimation de 2013, la population de la commune s’élève à 60 558 habitants, alors que le recensement national de 2010 l’estimait encore à 56 289 habitants, et une estimation de 2012 à 56 962 habitants,. De ces personnes, 27 416 vivent en zone urbaine et 28 873 en zone rurale, et 28 319 sont de sexe masculin et 27 970 de sexe féminin ; 38 102 personnes sont alphabétisées.
L’évolution démographique se présente comme suit :
- 1991 : 51.812
- 1996 : 50.089
- 2000 : 53.885
- 2007 : 56.625
- 2010 : 56.289

Les listes électorales euclidenses recensent, selon les données du Tribunal Superior Eleitoral (TSE) relatives à l’année 2012, 39 301 électeurs.

### Religion
Les religions pratiquées à Euclides da Cunha sont, par ordre d’importance :
- 80,75% (45458 hab.) : catholiques
- 9,27% (5222 hab.) : évangéliques
- 8,86% (4991 hab.) : sans religion
- 0,33% (187 hab.) : autres
- 0,3% (172 hab.) : spirites
- 0,2% (116 hab.) : athées.

## Économie
Dans l’économie de la commune prédominait d’abord la culture du coton herbacé, surnommé or blanc. Celui-ci cependant fut ensuite supplanté par l’élevage, destiné à assurer la subsistance de la région alors durement frappée par la crise économique, que venaient aggraver encore les événements de Canudos. Quelques années plus tard, Cumbe parvint, à la faveur de plusieurs hivers fastes, à surmonter l’impact de cette crise, notamment grâce au plantage de céréales, principalement de maïs et de haricots.
À l’heure actuelle, il y a une importante production de haricots, de maïs et de manioc. Dans le secteur de l’élevage se détachent en particulier les cheptels ovin, porcin, asin, et caprin. La commune est également productrice de poulets et de miel. L’extraction de chaux et de pierre calcaire constitue l’activité minière. La commune a aussi vu s’établir sur son territoire une usine de meubles.
La valeur des recettes municipales est de R$ 49.156.861, selon le plus récent recensement, et celle des dépenses de R$ 44.742.010. Le produit intérieur brut (PIB) se monte, selon le même recensement, à R$ 78.465 pour l’agriculture et l’élevage, R$ 32.827 pour l’industrie et R$ 202.406 pour les activités de service.

### Personnalités liées à la commune
- José Aras, écrivain
- João Siqueira Santos, historien, conteur
- Joaquim Santana Lima, maire

### Jours fériés municipaux
- Fête de la Saint-Jean (24 juin)
- Anniversaire de l’émancipation politique (19 septembre)
- Fête de Notre-Dame-de-la-Conception (8 décembre)